# Újtelek
Újtelek je vas na Madžarskem, ki upravno spada pod podregijo Kalocsai Županije Bács-Kiskun.